# Passiflora maguirei
Passiflora maguirei är en passionsblomsväxtart som beskrevs av Ellsworth Paine Killip. Passiflora maguirei ingår i släktet passionsblommor, och familjen passionsblomsväxter. Inga underarter finns listade i Catalogue of Life.